# 박한제
박한제(朴漢済, 1958년~)는 대한민국의 역사가이자, 교수이다. 서울대학교 명예교수이며, 한국중국학회 회장직과 한국동양사학회 회장직을 역임했다.

## 수상
- 2017년: 제5회 우호동양사학저작상
- 2021년: 제66회 대한민국학술원상